# (100585) 1997 LN9
(100585) 1997 LN9 es un asteroide perteneciente al cinturón de asteroides, descubierto el 7 de junio de 1997 por Eric Walter Elst desde el Observatorio de La Silla, Chile.

## Designación y nombre
Designado provisionalmente como 1997 LN9.

## Características orbitales
1997 LN9 está situado a una distancia media del Sol de 2,544 ua, pudiendo alejarse hasta 2,986 ua y acercarse hasta 2,103 ua. Su excentricidad es 0,173 y la inclinación orbital 11,56 grados. Emplea 1482,85 días en completar una órbita alrededor del Sol.

## Características físicas
La magnitud absoluta de 1997 LN9 es 15,7. Tiene 2 km de diámetro y su albedo se estima en 0,185.